# John P. Livadary
John Paul Livadary est un ingénieur du son américain né le 20 mai 1896 à Constantinople (alors en Empire ottoman) et mort le 7 avril 1987 à Newport Beach (Californie).

## Biographie
Après avoir fait des études de médecine en Grèce, il émigre aux États-Unis où il intègre le MIT, dont il sort diplômé en ingénierie électrique et en mathématiques. Il commence à travailler aux Laboratoires Bell, puis après un bref passage chez Paramount commence une longue carrière chez Columbia Pictures, dont il devient responsable du département son. C'est à ce titre qu'il remporte d'ailleurs  plusieurs récompenses.

## Distinctions

### Récompenses
- Oscar du meilleur son
  - 1935 pour Une nuit d'amour (One Night of Love) de Victor Schertzinger
  - 1947 pour Le Roman d'Al Jolson (The Jolson Story) d'Alfred E. Green
  - 1954 pour Tant qu'il y aura des hommes (From Here to Eternity) de Fred Zinnemann
- Oscars scientifiques et techniques
  - 1938
  - 1945
  - 1951
  - 1955

### Nominations
- Oscar du meilleur son
  - 1936 pour Aimez-moi toujours (Love Me Forever) de Victor Schertzinger
  - 1937 pour L'Extravagant Mr. Deeds (Mr. Deeds Goes to Town) de Frank Capra
  - 1938 pour Les Horizons perdus (Lost Horizon) de Frank Capra
  - 1939 pour Vous ne l'emporterez pas avec vous (You Can't Take It With You) de Frank Capra
  - 1940 pour Monsieur Smith au Sénat (Mr. Smith Goes to Washington) de Frank Capra
  - 1941 pour Trop de maris (Too Many Husbands) de Wesley Ruggles
  - 1942 pour La Rose blanche (The Men in Her Life) de Gregory Ratoff
  - 1943 pour Ô toi ma charmante (You Were Never Lovelier) de William A. Seiter
  - 1944 pour Sahara de Zoltan Korda
  - 1945 pour La Reine de Broadway (Cover Girl) de Charles Vidor
  - 1946 pour La Chanson du souvenir (A Song to Remember) de Charles Vidor
  - 1955 pour Ouragan sur le Caine (The Caine Mutiny) d'Edward Dmytryk
  - 1957 pour Tu seras un homme, mon fils (The Eddy Duchin Story) de George Sidney
  - 1958 pour La Blonde ou la Rousse (Pal Joey) de George Sidney